# バーネット・リーヴィ

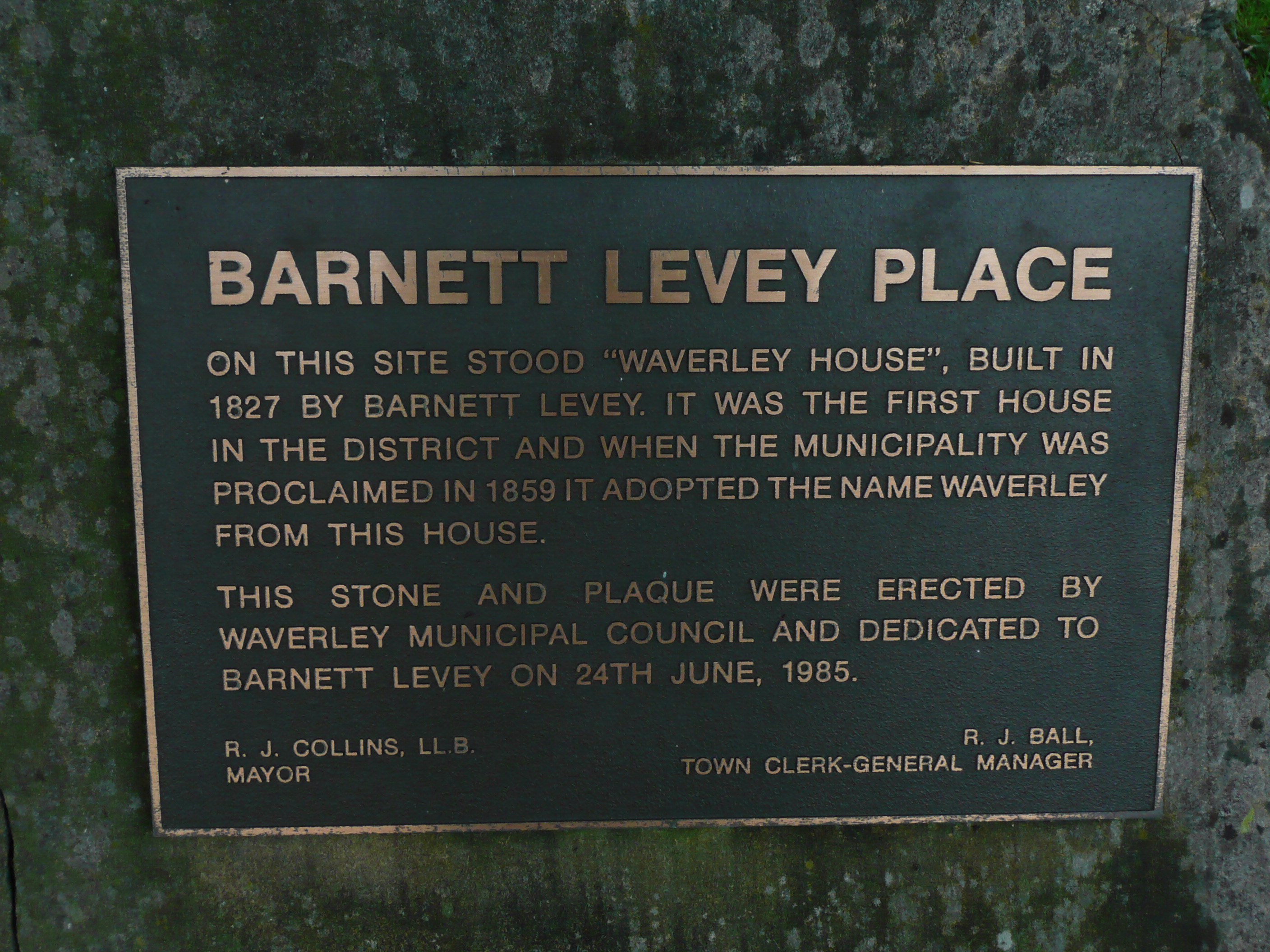
ウェイバリー・ハウスの跡地を示す記念のプラーク。

バーネット・リーヴィ（Barnett Levey、1798年 - 1837年）は、オーストラリアに移住したユダヤ系イングランド人の商人、劇場経営者。リーヴィはロンドンに生まれ、移民として1821年12月にシドニーに到着した。1826年からは、歌手としてコンサートに出演するようになった。1832年には、オーストラリアで最初の劇場経営免許を受けた。ユダヤ系の男性としては、オーストラリアへ渡った最初の自由移民であったリーヴィは、オーストラリア最古の劇場経営組織であるシドニーのシアター・ロイヤルを開設した。このためリーヴィは、「オーストラリア演劇の父 (father of Australian theatre)」と見なされている。
バーネット・リーヴィは、1827年にウェイバリー地区に建てられた最初の建物であるウェイバリー・ハウス (Waverley House) を建設した。この建物は、後に女子修道会の施設となり、さらに貧しい少女たちのための学校となった後、男子校の施設となった。1833年にリーヴィは、経営していたロイヤル・ホテル (the Royal Hotel) の背後にシアター・ロイヤルを開設した。リーヴィは、この劇場を、1837年10月2日に死去するまで生涯経営し続けた。
バーネット・リーヴィの自宅だったウェイバリー・ハウスは、その名が基礎自治体の名称となっただけでなく、サバーブや、ストリート（通り）、クレセント（三日月形の街路）、レーン（小路）などの名に残されている。
リーヴィは、デボンシャー・ストリート墓地 (Devonshire Street cemetery) のユダヤ人区画に埋葬されたが、後に墓地を鉄道用地に転用することとなり、場所を空けるためにリーヴィのものも含め、墓石はボタニー墓地 (Botany cemetery) に移設された。

## 家族
バーネット・リーヴィは、1825年にサラ・エマ・ウィルソン (Sarah Emma Wilson) と結婚し、夫妻の間には4人の子どもが生まれた。バーネットの兄ソロモン・リーヴィは、成功した商人であった。